# ليكسايد (ويسكونسن)
ليكسايد (بالإنجليزية: Lakeside, Wisconsin)‏ هي بلدة تقع بولاية ويسكونسن في الولايات المتحدة. تبلغ مساحتها 103.3 (كم²)، وترتفع عن سطح البحر 224 م، بلغ عدد سكانها 609 نسمة في عام 2000 حسب إحصاء مكتب تعداد الولايات المتحدة وتصل الكثافة السكانية فيها 5.9 نسمة/كم2.

## وصلات خارجية
- townoflakeside.com
- The US50 - Cities and Towns in Wisconsin State
- Wisconsin Cities and Towns, Facts, Map, Flag, Colleges, Government, and More